# スプリウス・ナウティウス・ルティルス
スプリウス・ナウティウス・ルティルス（ラテン語: Spurius Nautius Rutilus）は共和政ローマ初期の政治家・軍人。紀元前488年に執政官（コンスル）を務めた。

## 家族
パトリキ（貴族）であるナウティウス氏族の出身。父の名前もスプリウスである。ハリカルナッソスのディオニュシオスによれば、ナウティウス氏族はアイネイアースと共に移住してきた者の一人であり、アテナに仕える神官の出で、トロイの陥落時に女神の木像を持ち出しており、代々それを受け継いできたという。
紀元前475年と紀元前458年のガイウス・ナウティウス・ルティルスは弟とされるが、一説によればスプリウスの子でスプリウスの孫 (Sp. f. Sp. n.)とされているため、彼の息子である可能性もある。

## 経歴
ディオニュシオスによれば、ルティルスは紀元前493年頃の「プレブスの離反（聖山事件）」（en）において、「最も著名な若いパトリキの一人」とされている。元老院で対策を話し合うメネニウスやアッピウスといった古株の発言の後、若手を代表して国のために長老の決定に従う事を宣言しており、最終的にプレブスと交渉する十人の使節団が結成されている。
紀元前488年に執政官に就任。同僚執政官はセクストゥス・フリウスであった。この年に、ローマを追放されていたガイウス・マルキウス・コリオラヌスがウォルスキ軍を率いてローマに侵攻し、ローマを包囲している。市民はルティルスとルフスにコリオラヌスと交渉するように要請し、元老院はその剣幕に押されて執政官経験者を集めた使節や神官を派遣している。コリオラヌスは当初交渉を拒否したが、最終的には妻と母に説得されて撤退した。

## 参考資料
- ハリカルナッソスのディオニュシオス『ローマ古代誌』
- ティトゥス・リウィウス『ローマ建国史』